# Watervallen van Triberg
De watervallen van Triberg behoren tot de hoogste watervallen in Duitsland.
Het water van de rivier de Gutach valt hier over een hoogte van 163 meter van 872 meter tot 711 meter boven zeeniveau. De bovenloop van de waterval is minder spectaculair. Hier bevindt zich een kleine waterkrachtcentrale. De Gutach stort zich vanuit een glooiend plateau over meer dan 7 grote stappen in de rotsachtige V-vormige vallei van Triberg. De diepe vallei verwijdt zich hier iets zodat er ruimte is voor het dorp Triberg. De steile rotswanden en de watervallen zijn gevormd door twee breuken in het graniet en vervolgens door gletsjers in het Pleistoceen.
Triberg is een populaire trekpleister in het Zwarte Woud voor zowel nationaal als internationaal toerisme.

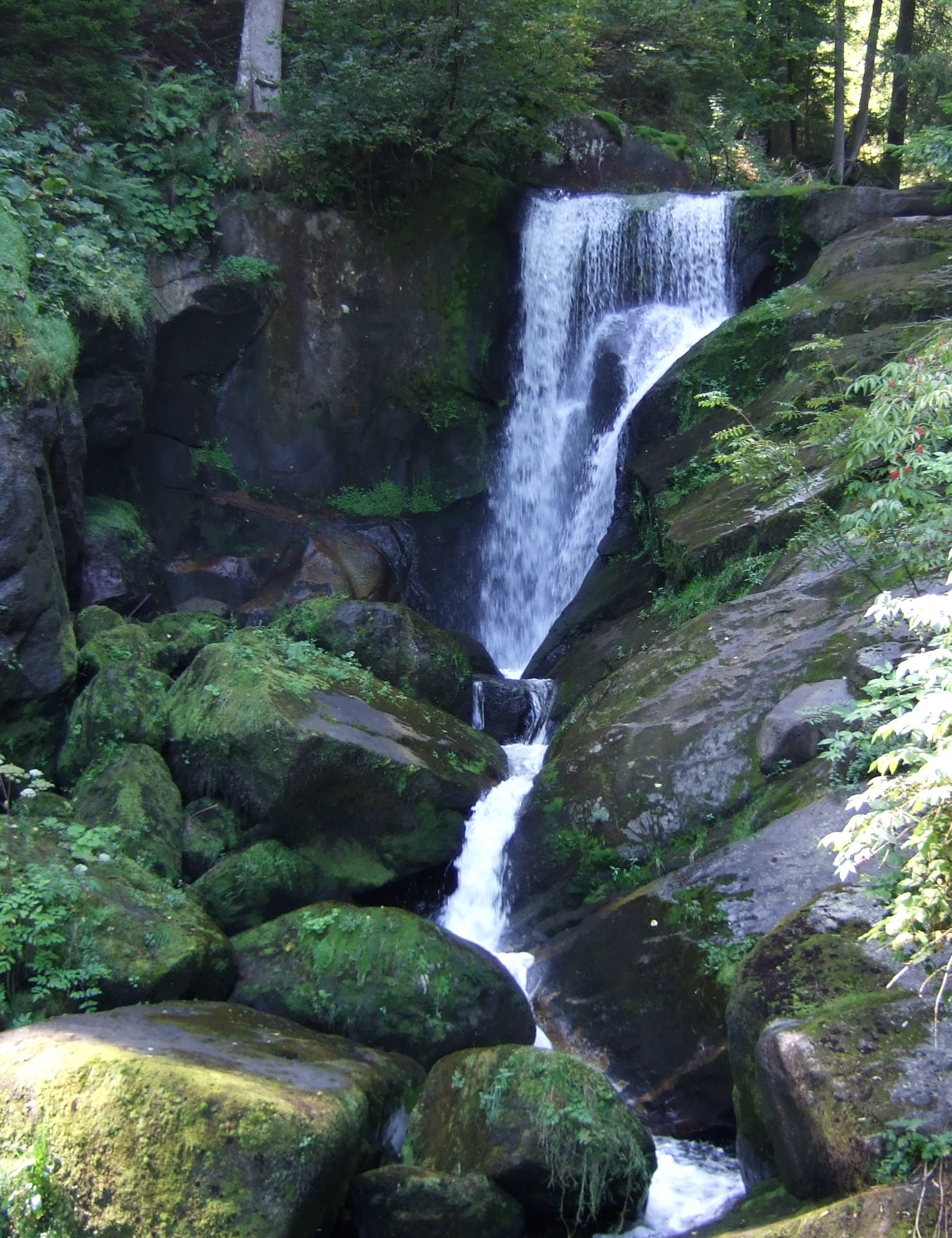
eerste val
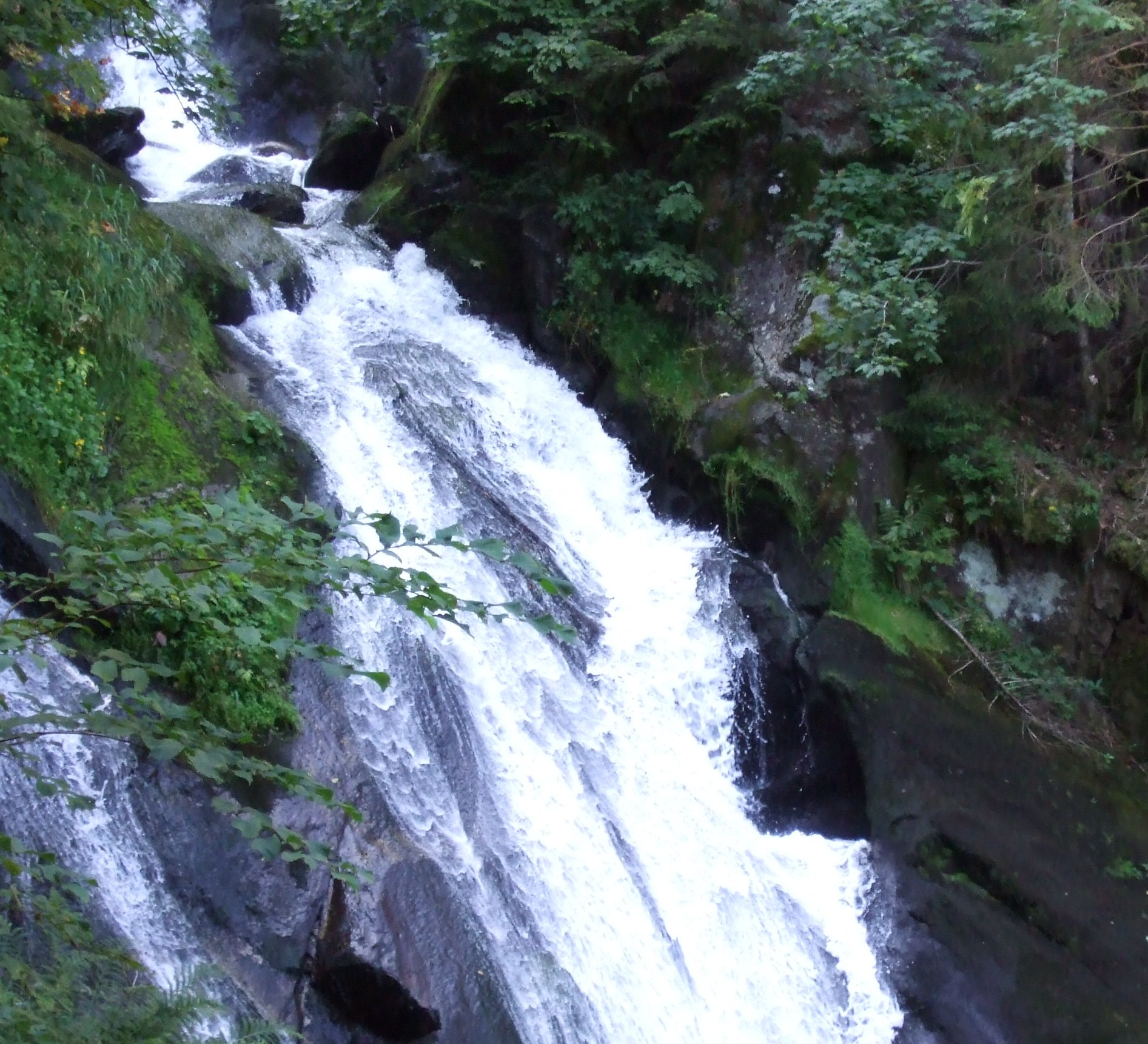
derde val
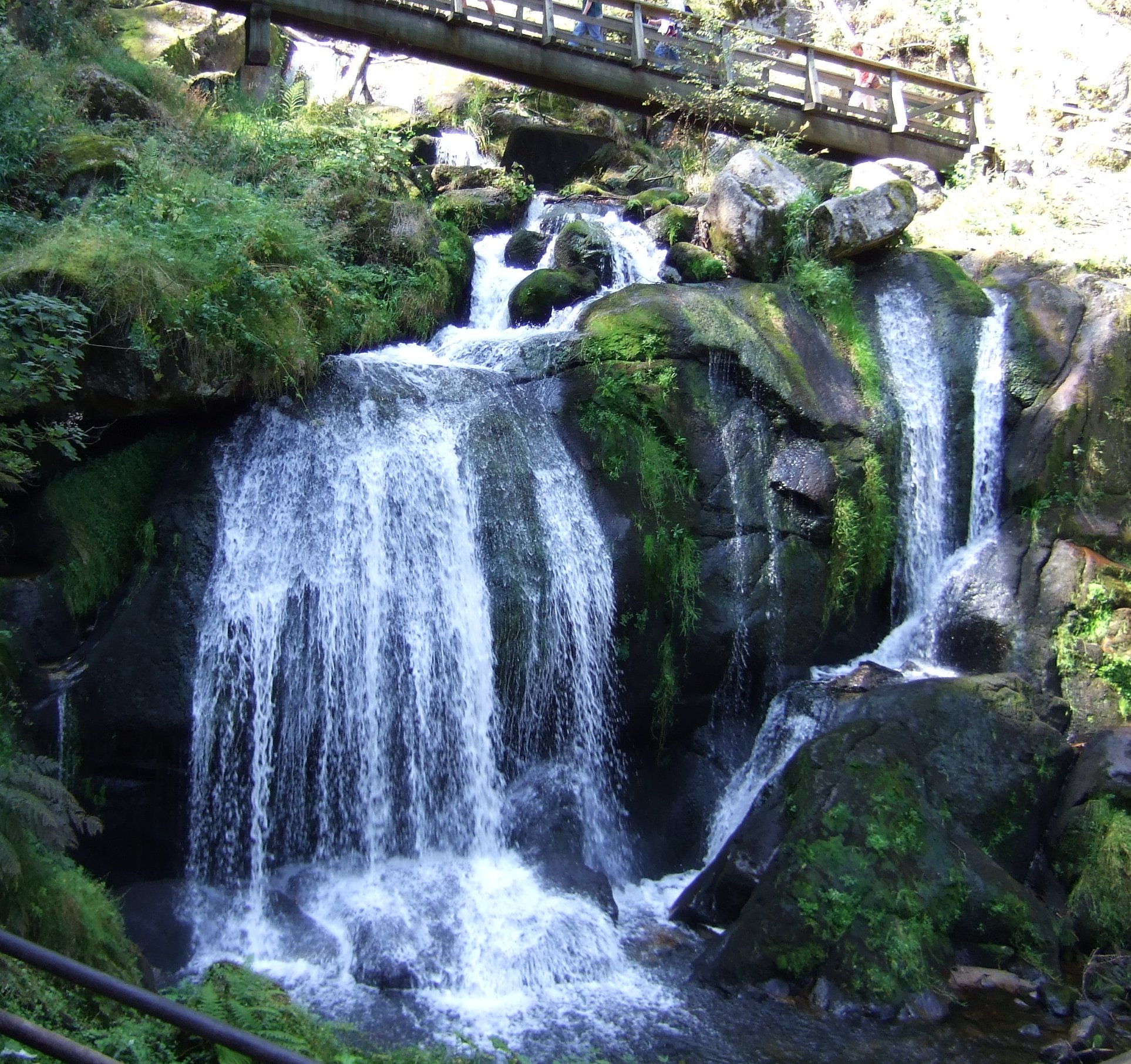
vierde val
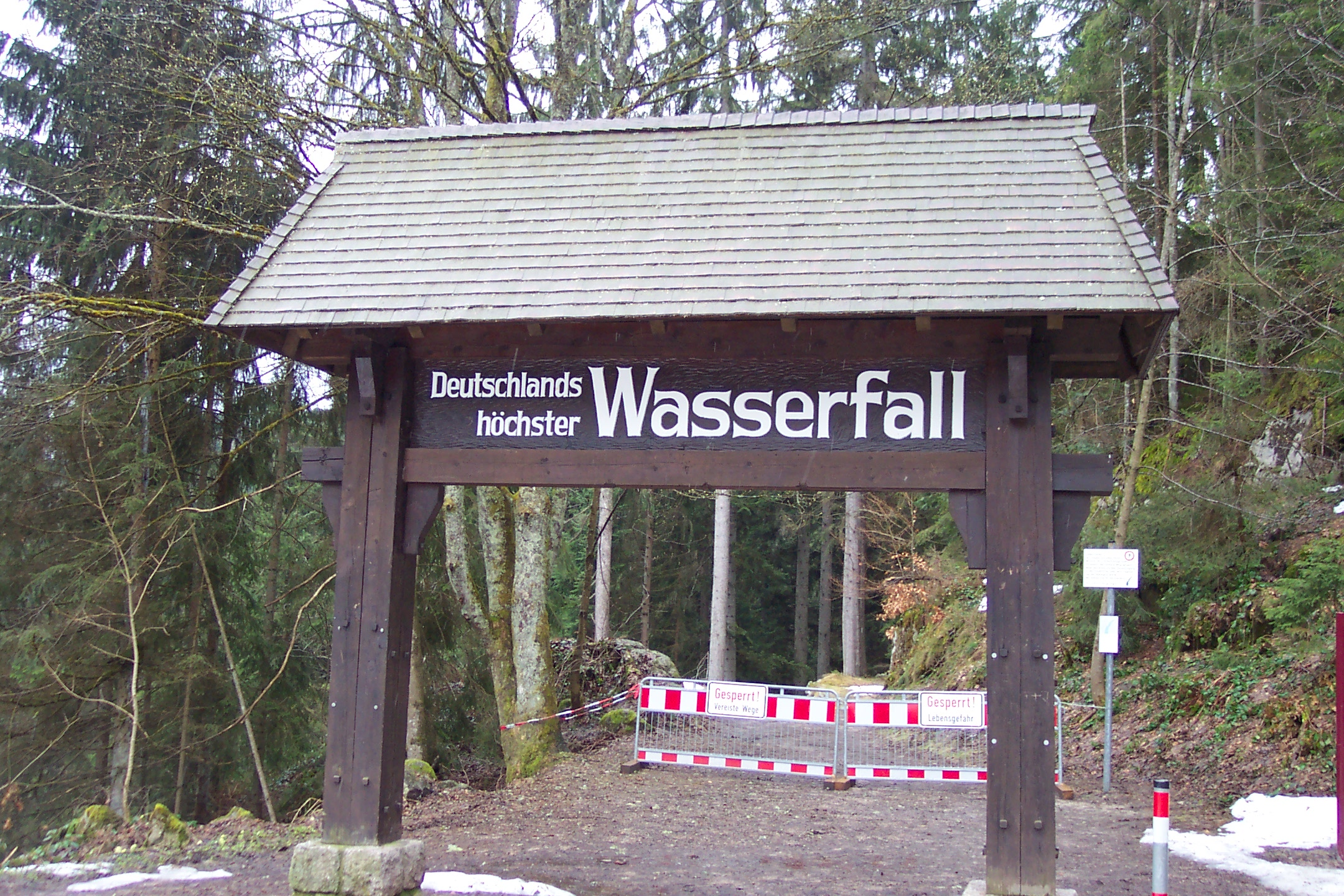
Ingang van het park